# 江口良三郎
江口良三郎（1869年11月24日—1926年10月27日）為台灣日治時期之官員，佐賀縣佐賀郡鍋島村人。曾參與太魯閣戰爭。軍方出身、1919年8月之前擔任臺灣總督府警部，後於1919年8月至1920年9月擔任臺灣總督府理蕃課長。於1920年至1926年調任花蓮港廳長，為第五任廳長。

## 事蹟

### 托西佑慘案
大正10年（1921年）5月，時任台灣總督的田健治郎因花蓮港廳拉庫拉庫溪、清水溪之「未歸順蕃」發生多起殺警事件，派遣於太魯閣戰爭中立下戰功的江口良三郎警視取代原花蓮港廳廳長宇野英種，成為新任的花蓮港廳長。江口良三郎為軍方出身，一到任就開始擬定「嚴懲凶蕃」的計畫。首先，他向總督府警務局申請，自全台徵調1百名巡查，分派到八通關越道路上的各個駐在所，加強警力。同時，也向陸軍請求派遣軍隊，以行軍示威的方式且於華巴諾架設砲台，支援警方的行動。
華巴諾砲台不時地砲轟布農族的托西佑社，日方並以恩威並施的方式，逼使托西佑社的頭目阿里曼布昆於大正10年6月16日（1921年）放下槍械，率領社內所有戰士，一行共23人抬著豬公到大分駐在所和解，但江口良三郎卻下令於駐在所內將其全部抓捕，6月17日，大分駐在所派出了大批的搜索隊前往托西佑社，希望可以徹底剷除托西佑社的剩餘份子，但托西佑剩餘的老弱婦孺卻早一些得到消息，全部躲到了山林，日警撲了個空，遂焚毀了托西佑社布農族的屋社後離去；江口良三郎遂於晚間致電總督府向警務局長川崎卓吉報告：「今夜將處份凶蕃23名。」6月18日凌晨2時秘密將23人處決，此即托西佑慘案，又稱第二次大分事件。這起誘殺事件使布農族人不再相信日方，日後遂不斷產生攻擊日本駐在所或襲殺日警的衝突，托西佑社也一度成為唯一不曾投降或歸順日本政府的布農族部落。

### 花蓮港建港計劃
其任內積極推動花蓮港的建港計畫，以歌謠與組建能高團棒球隊赴日比賽等方式，向日本人宣傳花蓮，但日本政府認為於花蓮產業不甚發達，建築港口無利可圖而未予批准，1922年，江口良三郎雇人出海調查，自行籌資在鳥踏石（今花蓮市境內）建造了一座T形防波堤（江口突堤），以供漁船使用。後1930年日本國會終於通過花蓮港築港案，以國庫撥款七百餘萬日圓工程費興建。

## 紀念
1926年江口良三郎病逝後，當地居民與官員為其立碑與銅像紀念，但銅像今已不存。1930年，在時任花蓮港廳長豬股松之助的推動下，日本國會批准興建花蓮港，並於隔年十月動工。2008年，花蓮縣政府文化局於烏踏石設立江口良三郎紀念公園以紀念其任內的貢獻，該公園設有一座紀念碑與鳥居，2013年曾遭人潑紅漆破壞。
花蓮縣現有山名為江口山（富田山，三等三角點(編號5983)），即是得名自江口良三郎。江口山標高2441米，為太魯閣七雄之一。